# Corona, Kalifornija
Corona je grad u američkoj saveznoj državi Kaliforniji, u okrugu Riverside. Osnovan je 1886. godine u području plantaža citrusa. Sve do konca 1980-ih smatrao se pretežno poljoprivrednim područjem, dok je danas jedan od gradova koji gravitiraju Los Angelesu, od kojeg je udaljen 65 km u smjeru istoka.

## Stanovništvo
Prema službenoj procjeni iz 2009. godine ima 148.597 stanovnika., a prema popisu stanovništva iz 2010. u njemu je živjelo 152.374 stanovnika.

## Vanjske poveznice
- Službena stranica (engl.)